# Anthocharis stella
Anthocharis stella là một loài bướm ngày được tìm thấy chủ yếo ở Rocky Mountains. Sâu của chúng ăn Rock Cress.